# Otacilia truncata
Espèce
Otacilia truncata est une espèce d'araignées aranéomorphes de la famille des Phrurolithidae.

## Distribution
Cette espèce est endémique de la province de Chiang Mai en Thaïlande,. Elle se rencontre vers 1 180 m d'altitude sur le Doi Suthep-Pui.

## Description
Le mâle holotype mesure 3,5 mm et la femelle paratype 5,4 mm.

## Publication originale
- Dankittipakul & Singtripop, 2014 : New species and new records of the spider genus Otacilia Thorell, 1897 (Araneae, Corinnidae) from Southeast Asia. Revue Suisse de Zoologie, vol. 121, no 3, p. 383-394 (texte intégral).